# Amanda Edgren
Elsa Amanda Edgren, född 24 augusti 1993, är en svensk fotbollsspelare som spelar för IFK Göteborg.

## Klubbkarriär
Edgren började spela fotboll i Öjersjö IF som sexåring. Därefter gick Edgren till Björndammens BK, där hon debuterade i Division 5 som 13-åring. 2010 gick hon över till Division 3-klubben Qviding FIF. Edgren gjorde 17 mål på 16 matcher under säsongen 2010. Klubben vann under säsongen serien och blev uppflyttade till Division 2.
Inför säsongen 2011 värvades Edgren av Kopparbergs/Göteborg FC. I juli 2014 lånades Edgren ut till Limhamn Bunkeflo.
I november 2014 värvades Edgren av Kristianstads DFF, där hon skrev på ett tvåårskontrakt. I december 2016 förlängde hon sitt kontrakt med ett år. I november 2017 förlängdes kontraktet med ytterligare ett år. I november 2019 förlängde Edgren sitt kontrakt över säsongen 2020. I november 2020 förlängde hon återigen sitt kontrakt med ett år. Efter säsongen 2021 lämnade Edgren klubben.
I januari 2022 värvades Edgren av spanska Sporting de Huelva. Efter att kontraktet gick ut sommaren 2023 meddelade Edgren hon avslutade karriären.
I september 2024 gjorde Edgren comeback och skrev på ett kontrakt året ut.

## Landslagskarriär
Edgren har spelat fem landskamper för Sveriges U19-landslag och fyra landskamper för U23-landslaget. Den 21 november 2017 blev hon uttagen i A-landslaget som ersättare till skadade Lina Hurtig. Den 27 november 2017 debuterade Edgren för A-landslaget i en 0–0-match mot Frankrike, där hon blev inbytt i den 82:a minuten mot Sofia Jakobsson.
Edgren blev uttagen i Sveriges trupp till Algarve Cup 2018, även denna gång som ersättare till skadade Lina Hurtig. Edgren spelade samtliga tre matcher för Sverige. Finalen blev inställd på grund av oväder och Sverige och Nederländerna fick därför delad seger i turneringen.

## Privatliv
Amanda Edgrens morfar, Lars Larsson, spelade för Degerfors IF i Allsvenskan på 1950-talet. Hon är även kusin till före detta landslagsspelaren Sara Larsson.

## Meriter
Kopparbergs/Göteborg FC
- Svenska cupen (2): 2011, 2012
- Supercupen (1): 2013

 Sverige
- Algarve Cup (1): 2018